# Serguéi Gavrílov
Serguéi Anatólievich Gavrílov (en ruso: Серге́й Анато́льевич Гаври́лов; 27 de enero de 1966) es un político ruso. Diputado en la Duma Estatal de Rusia por el Partido Comunista. 

## Biografía
Serguéi Gavrílov nació el 27 de enero de 1966 en Tula, capital de la región homónima y entonces parte de la República Socialista Federativa Soviética de Rusia y ésta a su vez de la Unión Soviética, actualmente parte de la Federación de Rusia.
Cursó sus estudios de Ciencias económicas en la Universidad Estatal de Moscú, donde fue candidato de ciencias (equivalente a un doctorado en el antiguo Bloque del Este) en 1989.

### Carrera política
El 18 de septiembre de 2016, fue elegido diputado de la VII legislatura de la Duma Estatal por el Partido Comunista tras las elecciones legislativas de aquel año.

#### Protestas de Georgia de 2019
En 2019, fue invitado a dar un discurso en el Parlamento de Georgia a través de la Asamblea Interparlamentaria sobre la Ortodoxia. El discurso de Gavrílov fue realizado desde el sitio del presidente de la cámara íntegramente en ruso, lo que fue visto por muchos ciudadanos como un ataque a la soberanía de Georgia, país que mantiene los conflictos de Osetia del Sur y Abjasia debido al respaldo de la Federación de Rusia a los movimientos independentistas del territorio internacionalmente reconocido como georgiano.
Como resultado de este tema, se desencadenaron una serie de protestas por todo el país que supusieron, entre otras cosas, la dimisión del entonces presidente del Parlamento georgiano, Irakli Kobajidze, y más tarde la del primer ministro, Mamuka Bajtadze, así como todo su gabinete.
Durante el comienzo de la polémica, preguntaron a Gavrílov si creía que Georgia era un estado soberano, a lo que el diputado ruso respondió: Georgia como Estado ya no existe. Es un juguete manipulado desde fuera.

#### Invasión rusa de Ucrania
Es uno de los 324 miembros de la Duma Estatal que el Departamento del Tesoro de los Estados Unidos  incluyeron en su lista de sanciones el 24 de marzo de 2022 en respuesta al comienzo de la invasión rusa de Ucrania. La Unión Europea lo incluiría también en su lista de sancionados el 14 de septiembre de 2022.

## Premios y reconocimientos
- Orden al Mérito por la Patria, 2.ª clase ( Rusia, 26 de agosto de 2016).